# Neukirch (bei Königsbrück)
Neukirch település Németországban, azon belül Szászország tartományban. Lakosainak száma 1597 fő (2023. december 31.).

## Népesség
A település népességének változása:
| Lakosok száma | 1712 | 1626 | 1611 | 1586 | 1594 | 1597 |
|               | 2014 | 2017 | 2019 | 2021 | 2022 | 2023 |